# Myriopholis dissimilis
Myriopholis dissimilis là một loài rắn trong họ Leptotyphlopidae. Loài này được Bocage mô tả khoa học đầu tiên năm 1886.